# C.F. Thomsen
Carl Florian Thomsen (1. april 1855 i København – 2. november 1926 i Hellerup) var en dansk arkitekt og direktør, der især har sat sit præg på Carlsberg.
C.F. Thomsens forældre var murersvend, senere murermester Poul Thomsen og Marie Malvine Milne. Han blev selv murersvend 1874, gik dernæst på Det tekniske Selskabs Skole og C.V. Nielsens tegneskole. Han gik på Kunstakademiet i København 1872-86. Undervejs var han ansat hos Vilhelm Dahlerup, Ferdinand Meldahl og N.S. Nebelong ved Ny Carlsberg Bryggerierne.
Thomsen var arkitekt ved Ny Carlsberg 1873-97, medlem af repræsentantskabet for Østifternes Kreditforening 1896, formand 1911-18 og bygningskyndig direktør sammesteds fra 1918 til sin død.
Thomsen blev gift 10. november 1883 i København med Emma Elisabeth Helene Werner (21. september 1854 i København – 21. juni 1918 sammesteds), datter af konditor Christian Eduard Mylius Werner og Magdalene Susanne Pouline Santin. Han er begravet på Garnisons Kirkegård.

## Værker
På Ny Carlsberg, Valby:
- 6 lagerkældre, stald, malterifløj (1871, delvist projekteret af N.S. Nebelong)
- Kornsilo (1876)
- 4 lagerkældre og gærkælder (1877)
- Dampkedelhus (1879)
- Carlsberg Laboratorium med direktørboliger, Gl. Carlsberg Vej 10 (1893-97, senere udvidet, fredet 2009)